# Nieuw Statendam
Le Nieuw Statendam est un navire de croisière néerlandais lancé en 2017, appartenant à la Holland America Line (HAL), une filiale du Groupe Carnival. Son nom renvoie à Statendam, le nom de cinq anciens paquebots de la HAL,,. Il s’agit du deuxième paquebot d’une même classe, nommée Pinnacle, du constructeur naval italien Fincantieri, dans laquelle il suit le Koningsdam (en) de 2016 et précède le Rotterdam (en) de 2021. Le navire est livré en novembre 2018, deux ans après la découpe de sa première tôle en juillet 2016, et son exploitation commerciale commence le mois suivant.

## Conception
Le Nieuw Statendam accueille les passagers sur 12 ponts. Il présente une longueur de 299,75 m, un tirant d'eau de 8 m, pour une largeur au maître-bau de 35 m. Il dispose d’une propulsion Diesel-électrique, avec quatre Diesel-alternateurs V12 MaK (en) de 12 600 kilowatts (17 131 chevaux) chacun, soit une puissance totale de 50 400 kW (68 525 ch). La propulsion est assurée par deux Azipod ABB, intégrant chacun un moteur électrique de 14 000 kW (19 035 ch). Cette installation lui confère une vitesse d’exploitation de 18 nœuds (33 km/h), pouvant être poussée jusqu’à la vitesse maximale de 22 nœuds (41 km/h). Les échappements de deux des quatre moteurs sont équipés de scrubbers à boucle ouverte. Les systèmes informatiques du bord sont fournis par Lufthansa Systems.

Le navire est équipé de quatorze canots de sauvetage et de six annexes, ayant chacun une capacité de 150 passagers. 

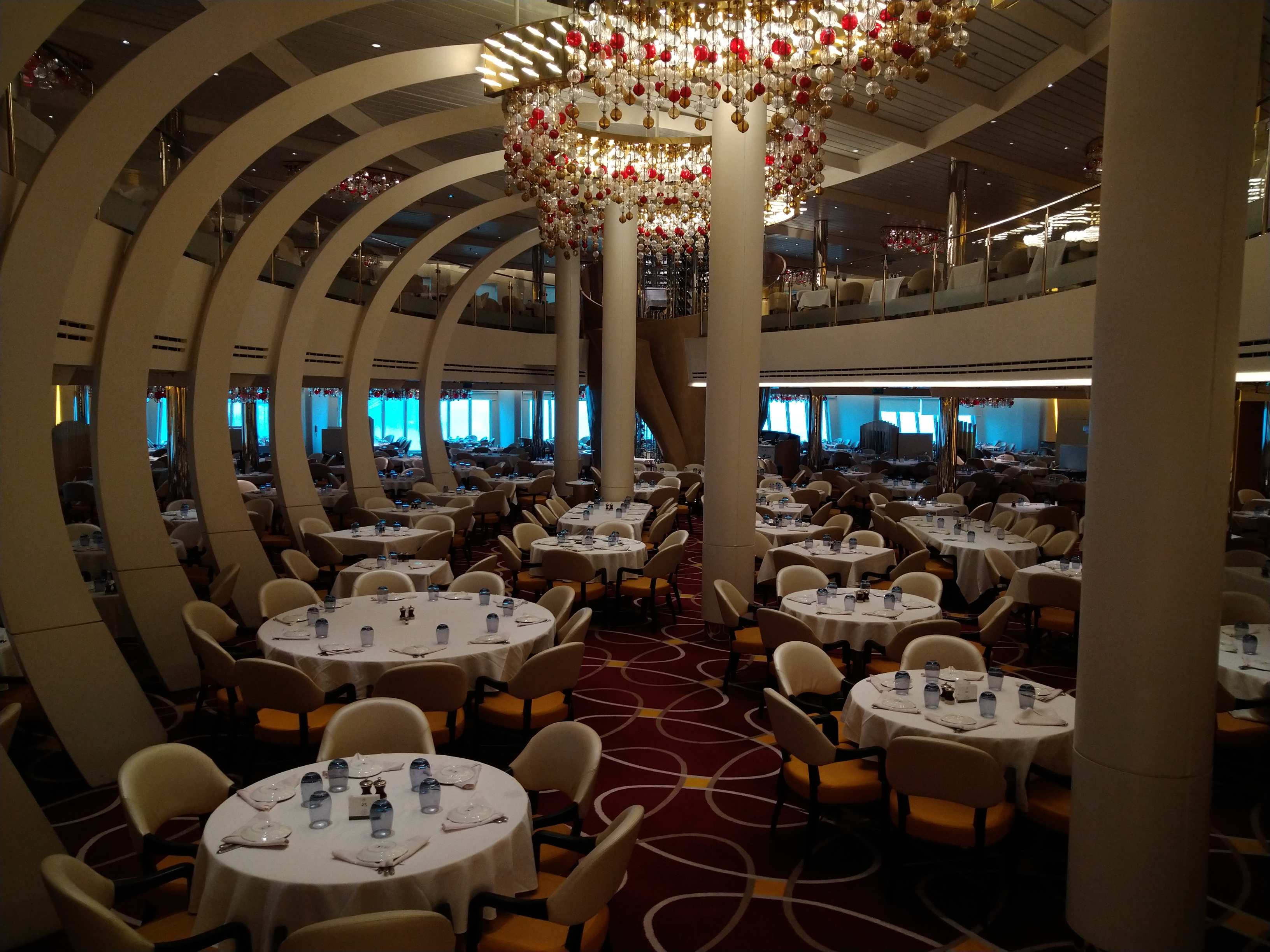
Le restaurant principal du navire.
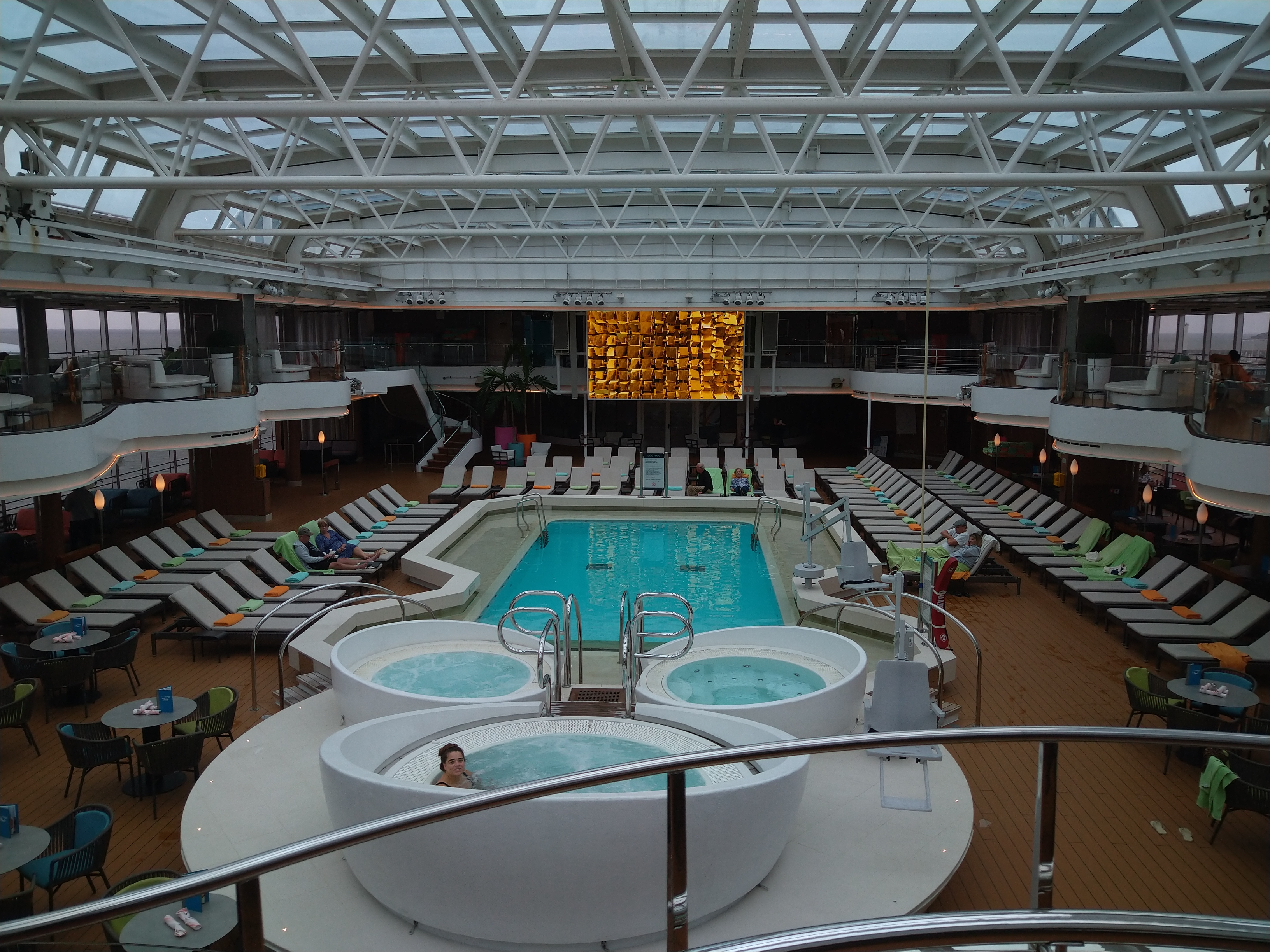
La piscine.
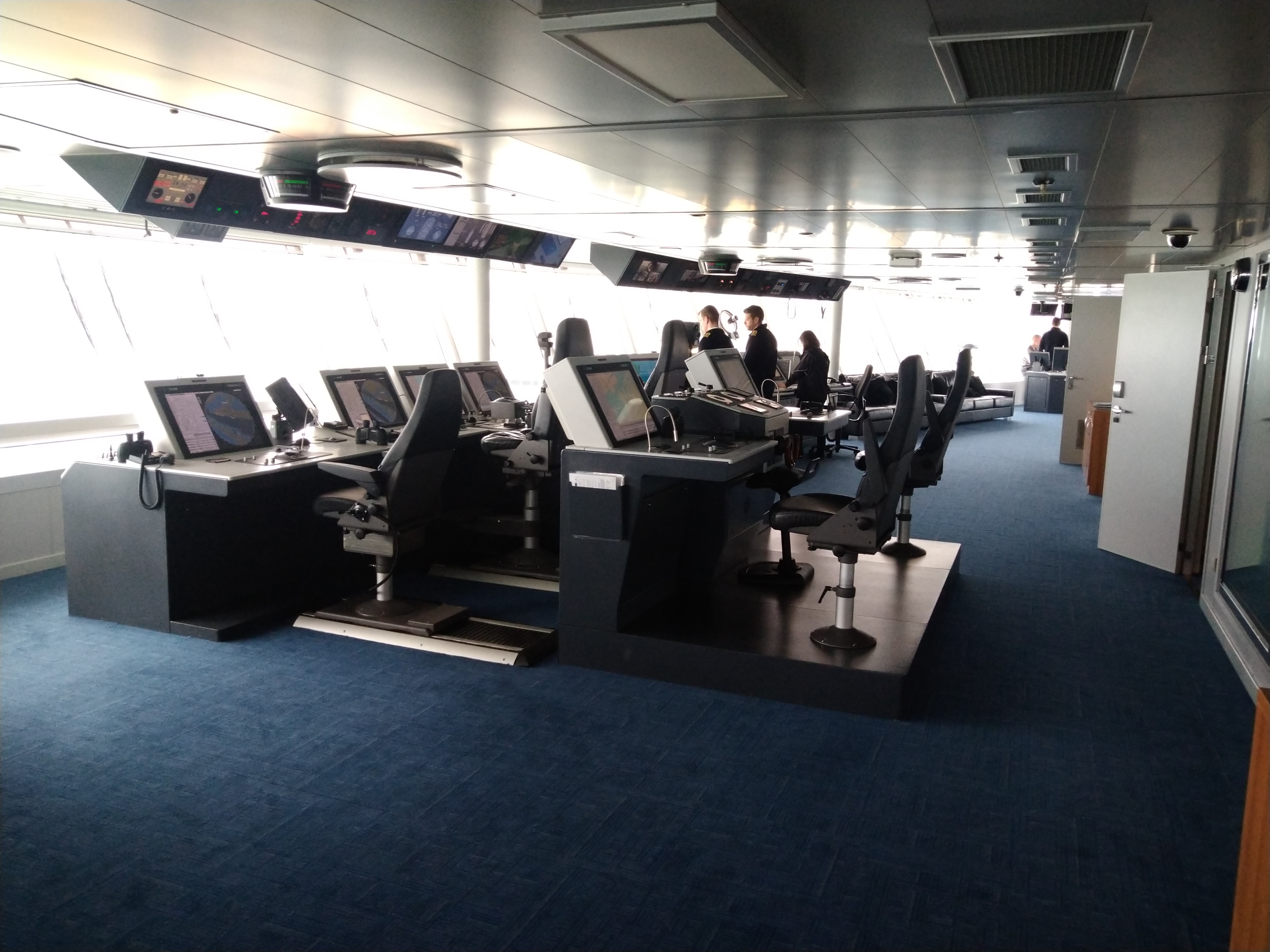
La passerelle.
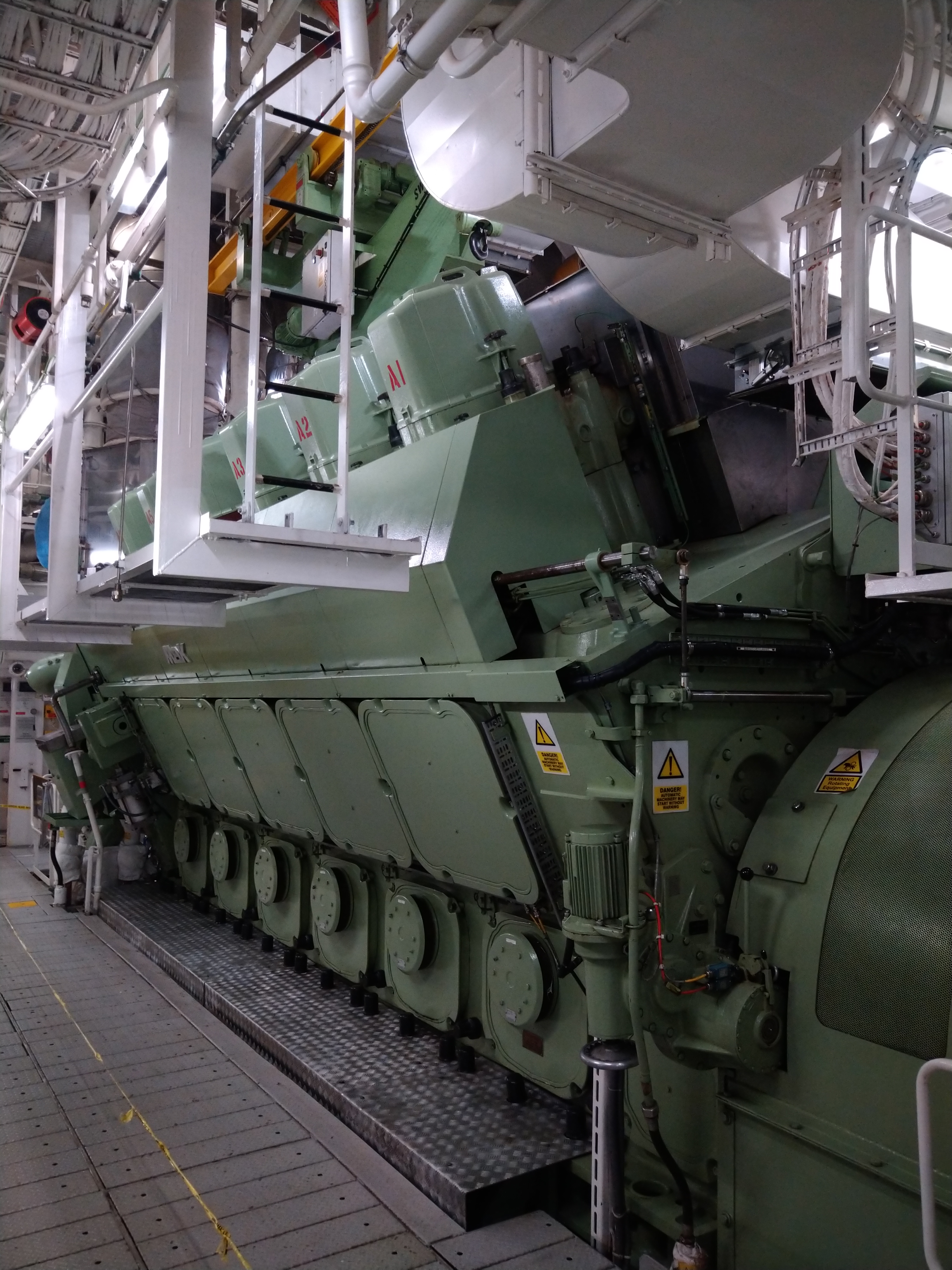
L'un des quatre moteurs V12 MaK.

## Construction
La Carnival Corporation annonce la commande de deux nouveaux navires le 19 décembre 2014, dont le deuxième navire de classe Pinnacle destiné à sa filiale Holland America Line. Celui-ci est présenté comme un navire-jumeau du Koningsdam, avec des dimensions et des caractéristiques similaires. C’est le jour du baptême du Koningsdam, le 20 mai 2016, que la HAL annonce que son prochain navire serait nommé Nieuw Statendam (Nouveau Statendam), en l'honneur de l'histoire de ce nom au sein de la compagnie, .

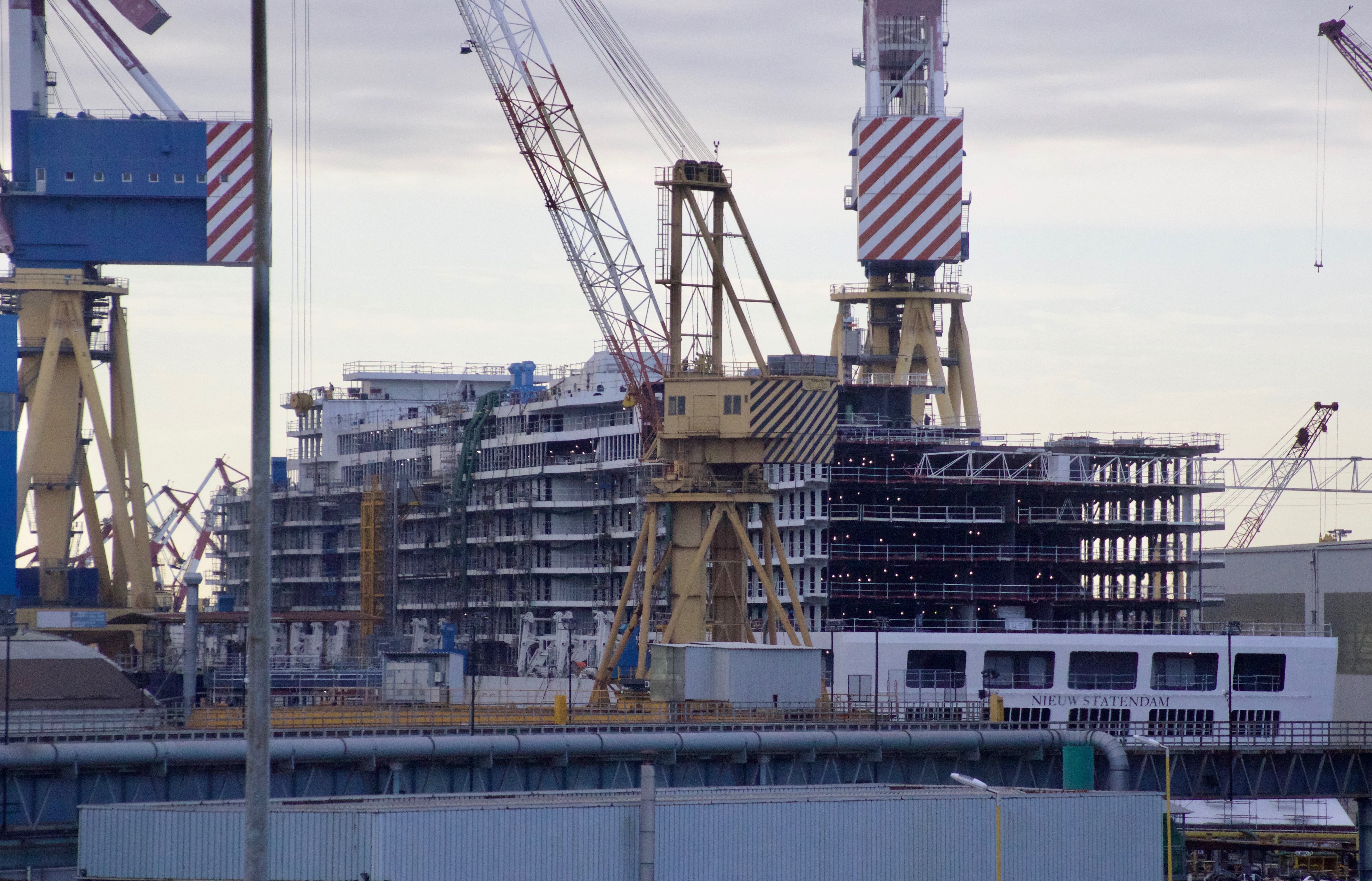
Le Nieuw Statendam en construction à Marghera, en septembre 2017

La construction du Nieuw Statendam commence le 12 juillet 2016, date de la cérémonie de découpe de sa première tôle au chantier naval Fincantieri de Palerme ; le bloc inachevé est ensuite transféré au chantier de Marghera où a lieu l’assemblage du navire. C’est dans ce second chantier qu’a lieu la pose de la quille, le 20 mars 2017. Le premier bloc construit mesure 11,3 m de long sur 34,8 m de haut, pour une masse de 260 tonnes.
Le 6 décembre 2017 a lieu une cérémonie lors de laquelle un florin néerlandais de 1898 (l’année de lancement du premier Statendam (en)) est soudé au mât avant du navire. La cale sèche est ensuite brièvement ouverte, de sorte que l’eau puisse toucher la coque pour la première fois. Enfin, la mise à l’eau définitive a lieu le 21 décembre 2017.
Deux séries d’essais en mer du Nieuw Statendam ont ensuite lieu, la dernière se terminant en août 2018. Le navire quitte Marghera le 10 août, et arrive deux jours plus tard au chantier Fincantieri de Trieste pour carénage. Celui-ci dure jusqu’au 18, après quoi le navire est de retour à Marghera le 22 pour les derniers préparatifs avant la livraison. Celle-ci a lieu le 29 novembre 2018 à Marghera. 
Le Nieuw Statendam est baptisé le 2 février 2019 à Port Everglades, près de Fort Lauderdale en Floride ; sa marraine est Oprah Winfrey. Celle-ci avait organisé préalablement à bord une croisière de trois jours vers Half Moon Cay.

## Exploitation commerciale
Après sa livraison, le Nieuw Statendam navigue d’abord de Marghera à Rome, avec une escale à Venise, avant d’effectuer son voyage inaugural le 5 décembre 2018, avec une traversée transatlantique de Rome à Fort Lauderdale. Des escales sont organisées à Carthagène, Malaga et Funchal.
L’exploitation régulière du Nieuw Statendam le voit naviguer aux Caraïbes au départ de Fort Lauderdale en hiver ; il est ensuite repositionné au printemps en Europe, avec des croisières au départ d’Amsterdam vers l'Europe du Nord, et en été, il effectue des croisières autour de la Méditerranée au départ de Rome,,.